# Espanola (Ontario)
Pour les articles homonymes, voir Espanola.
Espanola est une ville située dans le district de Sudbury dans la province de l'Ontario au Canada. La ville a été témoin du premier match de ringuette à l'automne 1963 sous la direction de Mirl "Red" McCarthy.

## Géographie
La ville est située près de la rive Nord du lac Huron et est traversée par la rivière Spanish.
On y retrouve également un embranchement sur la route Transcanadienne pour Northeastern Manitoulin and the Islands (en) et l'île Manitoulin.

## Démographie
En 2006, la majorité de la population de Espanola a pour langue maternelle l'anglais (79 %), suivi du français (17 %). Depuis 1991, la population totale a diminué de 3 % .
| 2001  | 2006  | 2011  | 2016  |
| ----- | ----- | ----- | ----- |
| 5 449 | 5 314 | 5 364 | 5 048 |

## Économie

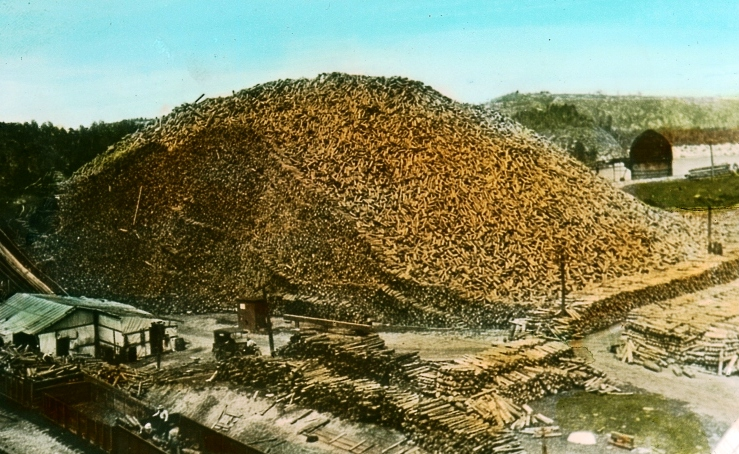
Spanish River Pulp and Paper company aux environs de 1927

La ville a été fondée comme cité ouvrière au début des années 1900 pour les employés de la Spanish River Pulp and Paper company qui y construisit un moulin de pâte à papier. Aujourd'hui, l'usine Domtar y est le plus important employeur. En septembre 2023, la papetière a annoncé son intension de fermer pour une durée indéterminée son usine.